# 11-й гвардійський танковий корпус (СРСР)
11-й гвардійський танковий Прикарпатсько-Берлінський Червонопрапорний, ордена Суворова корпус — оперативно-тактичне військове об'єднання в складі ЗС СРСР періоду Другої Світової війни.

## Історія існування
11-й гвардійський танковий корпус створений відповідно до наказу НКО СРСР № 306 від 23 жовтня 1943 року шляхом переформування 6-го танкового корпусу. Частинам, які увійшли до складу корпусу, загальновійськові номери присвоєні Директивою Генштабу РСЧА № Орг/3/141088 від 30.10.1943 р.
24 грудня 1943 року корпус був введений у прорив у ході Житомирсько-Бердичівської операції військ 1-го Українського фронту.
Протягом 4-18 лютого 1944 року корпус брав участь у розгромі оточеного Корсунь-Шевченківського угруповання супротивника.
21 березня 1944 року корпус перейшов у наступ в ході Проскурово-Чернівецької операції військ 1-го Українського фронту. Вихід частин корпусу на річку Дністер. 29 березня частини корпусу увійшли до Чернівців і вийшли на південно-західний державний кордон СРСР.
6 липня 1944 року відбулося вручення 11-у гвардійському танковому корпусу гвардійського Прапора.
17 липня 1944 року корпус введений у прорив в ході проведення Львівсько-Сандомирської операції 1-го Українського фронту. Вихід корпусу на радянсько-польський державний кордон СРСР, початок бойових дій на території Польщі. 23 липня форсовано річку Сян, а 27 липня — взяте місто Перемишль. 30 липня 1944 року передові частини корпусу форсували Віслу й розпочали бої на Сандомирському плацдармі.
15 січня 1945 року корпус введений у прорив у Вісло-Одерській операції військ 1-го Білоруського фронту.
2 лютого 1945 року форсовано річку Одер, захоплено плацдарм на його західному березі.
1 березня 1945 року 11-й гвардійський танковий корпус розпочав бойові дії в ході Східно-Померанської операції, 4 березня передові частини вийшли на узбережжя Балтійського моря в районі міста Кольберг, а 12 березня здійснили прорив у район Данцігської бухти. Протягом 19-25 березня корпус брав участь у визволенні міста Гдиня.
16 квітня 1945 року корпус введений у прорив у ході Берлінській операції військ 1-го Білоруського фронту. 22 квітня передові частини увійшли до передмістя Берліна — Уленхорст.
За відвагу і мужність, виявлені у боях, понад 20 тисяч воїнів корпусу були нагороджені орденами і медалями СРСР, а 43 присвоєне звання Героя Радянського Союзу.
У липні 1945 року 11-й гвардійський танковий корпус переформований у 11-у гвардійську танкову дивізію.

## Бойовий склад
- Управління корпусу.
- 40-а гвардійська танкова бригада.
- 44-а гвардійська танкова бригада.
- 45-а гвардійська танкова бригада.
- 27-а гвардійська мотострілецька бригада.
- 399-й гвардійський самохідний артилерійський полк (з жовтня 1944 до кінця війни).
- 1454-й самохідний артилерійський полк.
- 362-й винищувально-протитанковий артилерійський полк.
- 40-й гвардійський винищувально-протитанковий артилерійський полк.
- 270-й гвардійський мінометний полк.
- 1018-й зенітно-артилерійський полк.
- 53-й гвардійський мінометний дивізіон.
- Корпусні частини:
  - 9-й окремий гвардійський мотоциклетний батальйон;
  - 153-й окремий гвардійський батальйон зв'язку;
  - 134-й окремий гвардійський саперний батальйон;
  - 72-а окрема рота хімічного захисту;
  - 6-а (з 20.04.1945 — 815-а) окрема автотранспортна рота підвозу ПММ;
  - 75-а рухома танкоремонтна база;
  - 477-а рухома авторемонтна база;
  - авіаційна ланка зв'язку;
  - 21-й польовий автохлібозавод;
  - 1931-а польова каса Держбанку;
  - 2126-а військово-польова станція.

## Командування
- Командир корпусу:
  - Гетьман Андрій Лаврентійович, генерал-лейтенант т/в (23.10.1943 — 25.08.1944)
  - Арман Поль Матісович, полковник (т.в.о.)
  - Ющук Іван Іванович, полковник (т.в.о.)
  - Бабаджанян Амазасп Хачатурович, полковник (25.08.1944 — 16.07.1945)
- Начальник штабу корпусу:
  - Ситніков Іван Петрович, полковник 23.10.1943 — 20.03.1944)
  - Веденічев Ніл Григорович, підполковник (22.03.1944 — 16.07.1945)
- Заступник командира корпусу з технічної частини:
  - Синицин Трохим Васильович, інженер-підполковник (23.10.1943 — 11.01.1944)
  - Винников Леонід Трохимович, інженер-підполковник (20.01.1944 — 10.06.1944)
  - Серебряков Григорій Миколайович, інженер-підполковник (13.06.1944 — 16.07.1945)
- Заступник командира корпусу з політичної частини:
  - Соколов Іван Митрофанович, генерал-майор т/в (23.10.1943 — 16.07.1945)

## Нагороди і почесні найменування
- Прикарпатський — Наказ ВГК СРСР від 16.04.1944 — за відзнаку у боях при розгромі німецько-фашистських загарбників в передгір'ях Карпат і вихід на південно-західний державний кордон СРСР.
- Берлінський — Наказ ВГК від 11.06.1945
- — Указ Президії ВР СРСР від 19.02.1945 — за зразкове виконання завдань командування в боях з німецькими загарбниками, за оволодіння містами: Лодзь, Кутно, Томашув (Ромашов), Гостинін, Ленчиця та виявлені при цьому звитягу і мужність.
- — Указ Президії ВР СРСР від 26.04.1945 — за зразкове виконання завдань командування в боях з німецькими загарбниками при оволодінні містами Тчев (Диршау), Вейхарово (Нойштадт), Пуцк (Путциг) та виявлені при цьому звитягу і мужність.